# Дронов Олексій Іванович
Олексі́й Іва́нович Дро́нов (* 1959) — доктор медичних наук (2003), професор (2004), заслужений діяч науки і техніки України, лауреат Державної премії України в галузі науки і техніки (2009).

## Життєпис
Народився 1959 року в місті Кадіївка у родині шахтаря. 1982 року закінчив медичний факультет Харківського медичного інституту — за фахом «лікувальна справа».
Протягом 1982—1985 років працював лікарем-хірургом в лікарні швидкої та невідкладної медичної допомоги ім. О. І. Мещанінова в місті Харків, ще рік — в Бобровицькій ЦРЛ.
В 1986—2003 роках — лікар-хірург, старший науковий співробітник НДІ клінічної та експериментальної хірургії.
1997 року захистив кандидатську дисертацію — за темою «хірургічне лікування хронічного панкреатиту ускладненого утворенням псевдокіст».
В 2003 році захищає докторську дисертацію «діагностика та хірургічне лікування пухлин позапечінкових жовчних протоків».
2004 року здобув вчене звання професора.
Лауреат Державної премії України в галузі науки і техніки 2009 року — за роботу «Розробка та впровадження нових методів діагностики і хірургічного лікування захворювань підшлункової залози»; співавтори Болдіжар Олександр Олександрович, Бондар Григорій Васильович, Запорожченко Борис Сергійович, Кондратенко Петро Геннадійович, Криворучко Ігор Андрійович, Тодуров Іван Михайлович, Усенко Олександр Юрійович, Чорний Володимир Володимирович, Ярешко Володимир Григорович.
Наукові зацікавлення:
- хірургія печінки, підшлункової залози, жовчних протоків, органів шлунково-кишкового тракту і заочеревинного простору
- розробка комбінованих та двоетапних методів резекції із застосуванням кріотехнологій, дослідження по застосуванню розчину хлориду кальцію для хімічної абляції пухлин та метастазів печінки
- експериментальні роботи по потеціюванню низьких температур з застосуванням гіпертонічного розчину NaCl.

Досягнення:
- науково доведена роль Іл-6 в ранній діагностиці раку жовчних проток
- розроблена система діагностично-лікувальних заходів при гострому панкреатиті, досліджені гемокоагуляційні порушення та їх кореляційні зв'язки з ступенем тяжкості гострого панкреатиту, концентрації мікробних метаболітів в крові
- вперше в світі застосовано низькі температури для деструкції низькодебітної кукси підшлункової залози
- вивчено якісний та кількісний характер ферментів та онкомаркерів вмісту кіст підшлункової залози, комбіновані резекції та радикальні оперативні втручання при генітальних та екстрагенітальних злоякісних пухлинах у вагітних.

Здійснював велику кількість тотальних панкреатектомій та вивчав постпанкреаторезекційний синдром, характер мальасиміляції, особливості виникнення та перебігу порушень вуглеводного обміну, стеатозу печінки, остеопорозу — як наслідків зовнішньосекреторних порушень.
Наукові розробки полягають в галузі кріомедицини; пов'язані з вивченням механізмів впливу холоду на різні біологічні тканини — печінка, підшлункова залоза, судини.
Нагороджений «Золотою медаллю» Міжнародного товариства кріохірургів — за наукові розробки в галузі кріомедицини (у 2011 та 2013 роках).
Дослідження Олексія Дронова лягли в основу міжнародних та державних протоколів лікування гострого панкреатиту; зареєстровано 40 галузевих нововведень МОЗ України. Є автором 437 наукових праць — з них 1 монографія, 18 навчальних посібників, 81 патент України та 3 авторських свідоцтв СРСР.
Є засновником науково-педагогічної школи — виховав 4 доктори та 7 кандидатів наук — з них 3 професори та 3 доценти.
Головний редактор міжнародного журналу «Хірургія. Східна Європа», член експертної групи МОН України — з розгляду робіт, представлених на здобуття Премії Кабінету Міністрів України. Член президії асоціації хірургів України, правління асоціації хірургів Києва і Київської області, робочої групи наукового товариства хірургів Києва і Київської області та інше.
Серед робіт:
- «Оцінка важкості стану хірургічного хворого», 2004
- «Місцевий імунітет травного тракту», 2005
- «Антибіотики та антибактеріальна терапія в хірургії», 2006
- «Рентген-ендоскопічна діагностика захворювань підшлункової залози» співавтори І. Л. Насташенко, І. О. Ковальська, Д. Л. Любенко, В. І. Федорук, Ю. П. Швець, 2010.
- «Курс лекцій з загальної хірургії», 2011
- «Lecture course of general surgery», 2011
- «Езофагогастродуоденальна ендоскопія» — навчальний посібник, 2011
- «Удосконалені алгоритми діагностики та лікування гострого панкреатиту», 2012
- «Тестові завдання з курсу загальної хірургії» — навчальний посібник , 2015
- «Загальна хірургія з клінічною психологією», 2015, ISBN 978-617-7171-24-8
- «Сучасне анестезіологічне забезпечення виконання симультанних оперативних втручань у жінок з поєднаною гінекологічною та екстрагенітальною хірургічною патологією», 2015
- «Test questions in the course of general surgery», 2015.

Серед патентів:
- «Комплекс вимірювальний інтраопераційний термопарний чотириканальний (квіт-4)», співавтори Жарков Андрій Ярославович, Земсков Сергій Володимирович, Козачук Єлизавета Сергіївна, Крутько Олександр Анатолійович, Лещенко Володимир Миколайович, Хоменко Дмитро Іванович
- «Спосіб лікування гострого некротичного панкреатиту», 2017, співавтори Горлач Андрій Іванович, Задорожня Кристіна Олегівна, Ковальська Інна Олександрівна.